# Mandawar (Uttar Pradesh)
Mandawar è una suddivisione dell'India, classificata come nagar panchayat, di 19.565 abitanti, situata nel distretto di Bijnor, nello stato federato dell'Uttar Pradesh.